# Wilhelm Henkel (Schauspieler)
Wilhelm Henkel (1788 in Berlin – 3. Januar 1853 in Baden-Baden) war ein deutscher Theaterschauspieler, -direktor und -regisseur.

## Leben
Henkel wurde von seinem Vater für den Kaufmannsstand bestimmt, ihn zog es jedoch auf Grund der Leistungen August Wilhelm Ifflands auf die Bühne. Er versuchte sich zuerst auf den Liebhabertheatern Thalia und Urania in Berlin, wobei er von Iffland Anleitung für seinen zukünftigen Beruf erhielt.
Nachdem er seine Eltern für seine Pläne gewonnen hatte, debütierte er als „Adolf“ in August von Kotzebues Klingsberg in Neu-Strelitz. Er wurde engagiert, war aber unterbeschäftigt, so dass er froh war von Friedrich Ludwig Schröder selbst an das Altonaer Theater zu Johann Friedrich Ernst Albrecht empfohlen zu werden. Dort blieb er zwei Jahre und ging dann für drei Jahre ans Schweriner Hoftheater, kam von dort zu August Pichler nach Münster und von da nach Pyrmont ins Engagement, bis er 1819 in Frankfurt in allererster Stellung engagiert wurde.
Sein seltenes Talent für charakterkomische und Intrigantenrollen trat hier bereits klar zu Tage und er wurde ein Liebling des Publikums. Von 1822 bis 1826 war er unter Ernst August Friedrich Klingemann Mitglied des Nationaltheaters in Braunschweig, von 1826 bis 1832 des Hoftheaters in Kassel, wohin er nach einjährigem Engagement in Oldenburg 1833 wieder zurückkehrt, bis 1835 dort blieb und zu den Zierden dieser Bühne zählte. 1835 zog ihn der Name Karl Immermann nach Düsseldorf. Als dieser jedoch 1837 die Direktion aufgab, wollte auch er nicht weiter dort wirken und übernahm zuerst die Direktion (mit Gustav Köckert) in Aachen und hierauf die Düsseldorfer Bühne selbst als Direktor. Nachdem er bis 1841 am letztgenannten Theater gewirkt hatte, nahm er einen Ruf an das Hoftheater in Stuttgart als Regisseur an.
Sieben Jahre hatte er Gelegenheit, einem kunstliebenden Publikum hervorragende theatralische Genüsse zu bieten, bis er 1848 wieder eine Direktion in Mainz erhielt. Er versuchte sich zwar später noch an größeren und kleineren Bühnen, namentlich in klassischen Charakterrollen, brachte es aber zu keiner dauernden künstlerischen Stellung mehr. Am 3. Januar 1853 erlag er einem stärkeren Anfall eines chronischen Übels und verschied unter unsäglichen Schmerzen in Baden-Baden.
Henkel, in dem die deutsche Bühne einen Charakteristiker im vollsten Sinne des Wortes verlor, wirkte stets durch die tief ergreifende Wahrheit seiner Gebilde. Von der Natur mit einer imposanten Gestalt, seinem Anstande, anmutigen Gesichtszügen, biegsamen Sprachorgan ausgestattet, charakterisierte er als Künstler mit einer Wahrheit die mit der Schönheit stets im engsten Bunde blieb. Auf dem Gipfelpunkt seiner Entwicklung spielte er Helden, Väter und Intriganten, die meisten mit viel Glück. So hatten namentlich sein „König Philipp“, „Mephisto“, „Wallenstein“, „Oranien“ besonderen künstlerischen Wert und waren es gerade diese Rollen, die er noch in höherem Alter mit Vollendung zur Darstellung brachte.
Sein Ruhm wäre ein noch größerer geworden, wäre er niemals Schauspieldirektor gewesen. Als er sich genötigt sah wieder Schauspieler zu werden, fand er eine veränderte Welt vor, die ihm und der er fremd war. Er war ein Fremdling geworden in der Schauspielerwelt. Nichtsdestoweniger erwarb er sich den Ruf eines ausgezeichneten Künstler, den man in der Kunstgeschichte stets ehrenvoll wird erwähnen müssen.